# Andrés Matonte
Andrés Matías Matonte Cabrera (Montevideo, 30 marzo 1988) è un arbitro di calcio uruguaiano.

## Carriera
Ha debuttato nel massimo campionato uruguaiano nel 2017 arbitrando il match tra Fénix e River Plate terminato 0-0.
Dal 2019 è arbitro internazionale FIFA. Nel 2019 arbitra ai campionati sudamericani Under-15 e Under-17.
Nel 2021 arbitra tre incontri della coppa araba FIFA in Qatar.
Nel maggio 2022 viene selezionato ufficialmente dalla FIFA per i mondiali di Qatar 2022.